# Vukmanović
Vukmanović je priimek več oseb:
- Butor Vukmanović, črnogorski politik
- Svetozar Vukmanović, črnogorski general